# ジャパンエキスポ富山
ジャパンエキスポ富山（ジャパンエキスポとやま）は、1992年（平成4年）7月10日から同年9月27日まで約2か月半にかけて富山県射水郡小杉町（現射水市）の太閤山ランドで開催された地方博覧会。地方博覧会JAPAN EXPOの記念すべき第1回目である。正式名称は第1回ジャパンエキスポ富山'92。略称はエキスポとやま博。英文名称は THE FIRST JAPAN EXPOSITION IN TOYAMA '92。英文略称は JET'92。

## 概要
にっぽん新世紀博覧会の開催のために作られた県民公園太閤山ランドを会場にし、約2か月半開催された。総入場者数は2,365,893人。
夏休み期間中にはナイター営業が行われ、テーマ曲『生命の詩（うた）』をBGMにした花火ショーがこの期間中連日開催された。

## 開催までの経緯
1988年（昭和63年）秋より富山県が大型イベントに関する調査を実施し、1989年（平成元年）12月7日、ジャパンエキスポ推進委員会で、富山県の博覧会がジャパンエキスポの第1号として正式に認定された。1990年（平成2年）2月28日には、正式名称とテーマが決定し、同年3月29日に『富山ジャパンエキスポ協会』が設立され、同時に開催日程も決定し、同年4月1日、同協会事務所を富山県民会館に設置した。
会場については、はじめ太閤山ランドと富山新港西埋立地の2つが候補地として上っていたが、会場が2箇所になると、博覧会のイメージが分散し事業費も大幅に増大することから、1990年（平成2年）2月24日、太閤山ランド1本に絞ることが決定した（但し海王丸、立山博物館など県内の主要施設や観光地との緊密なネットワーク化も図られることになった）。1991年（平成3年）4月23日、総合起工式が行われた。

## 施設
- いきいき広場

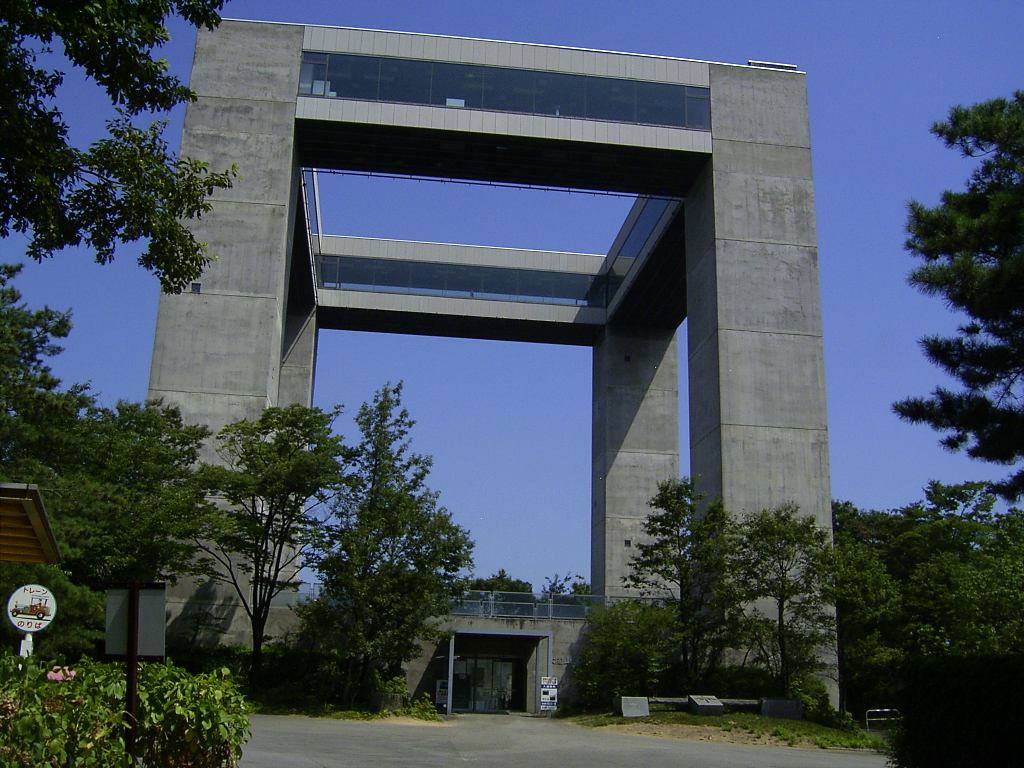
JETタワー（現在の展望塔）

  - ジェットコースターやメリーゴーランドなど、遊園地で見られるアトラクションがあった。
- ふるさとパレス
  - JET'92の中枢部とも言えるパビリオンが存在し、富山の企業からさまざまな施設が公開された。
- JETタワー（現在の展望塔）
  - 標高60m地点に高さ32mで建設され、展望階が標高92mになっており、開催年の1992年にちなんでいる。霧と虹のパフォーマンスを楽しむことが出来る。現在は展望塔という名前になっているが、展望部分の音声での案内は「JETタワー」のままになっている。

## 主なアトラクション
- 富山ワンダーランド

富山県の魅力を体験できるライド式アトラクション。
- 夢・サイエンス ロボットピア

作業用ロボットが展示され、デモンストレーションが行われた。

## テーマ展開のキーワード
- Life（生）、Love（愛）、Laugh（笑い）Light（光）の4つの「L」がキーワードとなっている。

## テーマ
人間 -その内と外 富山から世界へ・未来へ

## キャッチフレーズ
人ってこんなにおもしろい!

## テーマ曲
- 『生命の詩（うた）』
  - 作詞：松本隆 作曲：服部克久 編曲：服部隆之 唄：荻野目洋子

この曲は1992年7月1日に発売された荻野目洋子のシングルCD『ロマンティックに愛して』のカップリング曲として収録された。プロデュースは月光恵亮。